# Absurdistan (Film)
Absurdistan ist ein deutscher Spielfilm aus dem Jahr 2008 von Regisseur Veit Helmer. In den Hauptrollen sind Maximilian Mauff und Kristýna Maléřová zu sehen. Der Film entstand als Koproduktion mit dem Bayerischen Rundfunk.

## Handlung
In einem entlegenen Dorf „irgendwo zwischen Europa und Asien“ leben Aya und Temelko. Die beiden gelten seit ihrer Jugend als füreinander bestimmt. Sie warten auf ihre Liebesnacht, die von Ayas Großmutter durch die Sterne bestimmt wird und mit einem gemeinschaftlichen Bad beginnen soll. Daraus wird aber nichts, weil der Brunnen versiegt. Die Männer des Dorfes sind zu bequem, die heruntergekommene Wasserversorgung wieder instandzubringen. Diesen unhaltbaren Zustand wollen die Frauen nicht hinnehmen: Sie treten in den Streik und lassen ihre Männer nicht mehr an sich ran.
Die Frauen ziehen einen Zaun, der die Männer von der Frauenzone fernhält, quer durch das Dorf und sind auch zu keinen Schäferstündchen mehr bereit. Aya ist auf der Seite der Frauen, Temelko bei den Männern. Er muss sich etwas einfallen lassen, um seine Liebe zu retten und die verheißungsvolle Sternenkonstellation nicht verstreichen zu lassen. Während die anderen Männer in die Stadt fahren wollen (und von den Frauen daran gehindert werden) oder sich von einer Gauklerin unterhalten lassen, hat Temelko nur die Reparatur der Wasserleitung im Kopf. Von den anderen Männern wird er dabei jedoch behindert. Schließlich geht er am letzten Tag mit einer selbst zusammengestellten Ausrüstung in die Höhle, aus der das Wasserrohr kommt. Er steigt in eine unterirdische Höhle unter dem Dorf und verstopft dort mit einem Felsbrocken einen Wasserdurchlass. In der Folge fließt das Wasser wieder, und Temelko droht in der Höhle zu ertrinken. In letzter Minute gelingt es Aya, die Steinplatten auf dem Dorfplatz zu entfernen und einen Ausgang für Temelko zu schaffen. Die Frauen, die das Dorf mit einem Bus verlassen haben, kehren zurück; Aya und Temelko vereinigen sich.

## Hintergrund

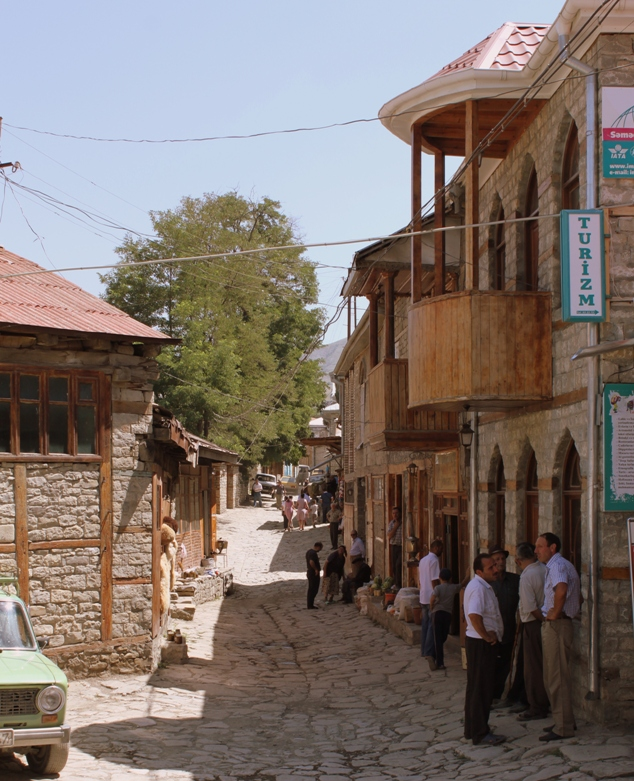
Einer der Drehorte in Aserbaidschan war Lahic.

Im Jahr 2001 wurde Veit Helmer auf eine Zeitungsnotiz aufmerksam. Sie berichtete, im südtürkischen Dorf Sirt seien die Frauen in einen Sexstreik getreten, weil sie Wasser von weither tragen müssten und die Männer keine Anstalten machten, die Versorgung zu reparieren. Helmer reiste nach Sirt, befragte einige Bewohner und bekam widersprüchliche Behauptungen zu hören. Gemäß seinen Angaben dauerte das Drehbuchschreiben vier Jahre, wobei er nacheinander drei Autoren heranzog, Zaza Buadze, Gordan Mihic und Ahmet Golbol. Auf der Suche nach einem Drehort, der seinen Vorstellungen entsprach, wurde Helmer in Aserbaidschan fündig. Hauptdrehort war das Dorf Lahic. Im abgelegenen, jahrtausendealten Ort gab es kein Hotel. Um das 90-köpfige Produktionsteam unterzubringen, gab Helmer dem Besitzer einer halbfertigen Bauruine 5.000 Dollar, der den Bau fertigstellte; weitere Räume im Dorf wurden angemietet. Über Agenten ließ Helmer 2.000 Kandidaten Probeaufnahmen machen und reiste in 18 Länder, um die geeignetsten auszusuchen. Die ausgewählten Darsteller stammen aus über einem Dutzend Ländern. Nach Drehschluss war kein Sexstreik: Helmer zählte 17 Paare, die zusammenkamen, wovon zwei heirateten. Die überflutete, unterirdische Höhle war ein Nachbau in einer Industriebrache im georgischen Tiflis. Die Einstellungen, in denen Aya und Temelko auf einer Fontäne schweben, wurde am Rechner zusammengesetzt.
Ort und Zeit der Erzählung lassen sich nicht näher bestimmen; sie handle nur von Sex, der aber nicht stattfinde. Als ein „Film, der in keine Genreschublade passt“, wird ihm entweder jeglicher Realismus abgesprochen oder als „magisch“ bezeichnet. Er weist märchenhafte Elemente ebenso auf wie Slapstick. Eine andere Umschreibung war die einer „turbulente[n] Burleske, irgendwo angesiedelt zwischen Boulevardtheater und den Filmen Jean-Pierre Jeunets.“ Die Schauspieler agieren mit überzeichneten Gesten und expressiven Bewegungen wie in Stummfilmen.

## Argumente der Kritik
Der Spiegel lobte, der „Regie-Irrwisch“ Helmer erzähle voller Lust und Phantasie. Eine „liebenswert absurde“ Geschichte fand Katja Reimann vom Tagesspiegel vor, die nur am Ende wegen einer zu langen Höhlenszene lahme. An einigen poetischen und komischen Stellen zeige Helmer persönlichen Stilwillen, meinte die film-dienst-Kritikerin Julia Teichmann. Hanns-Georg Rodek von der Welt gefiel, dass auf die romantisch-poetischen Momente, auf die Verzauberung eine ironische Distanzierung folge. taz-Autor Wilfried Hippen fand die Gestalten sympathisch, aber die Erzählung nicht mitreißend.
Mehrfach bemängelt wurde die Art der Witze. Während Rodek den Witz teils für gelungen hielt, teils am Stammtisch verortete, kamen die Witze gemäß Teichmann nicht über ein Stammtischniveau hinaus. Die Frankfurter Allgemeine Zeitung beanstandete, keine Idee sei Helmer „dumm genug“, der Film langweilig und nicht komisch: „Die Jury des Bayerischen Filmpreises muss sich bei ‚Absurdistan‘ derart amüsiert haben, dass sie um den Spezialpreis einfach nicht herumkam. Ein Witz kommt selten allein.“
Die visuelle Seite des Werks erregte Aufmerksamkeit. Michael Ranze von epd Film sprach von einfallsreichen und ungewöhnlichen Kameraeinstellungen, Reimann von sorgfältig arrangierten Bildern, deren eindrückliche Symbolik Worte ersetze. Rodek bescheinigte dem Regisseur die seltene Begabung, rein visuell zu erzählen. Es sei schade, dass er das in Absurdistan nicht durchhalte und über Erzählstimmen unnötige Informationen vermittle, die schon in den Bildern enthalten sind. Teichmann fand die Bilder weniger ungewöhnlich als in Helmers früherem Werk Tuvalu. „Das pittoreske Aussehen der Darsteller ist Helmer offensichtlich wichtiger als ihr schauspielerisches Talent,“ (taz), das Ensemble sei „zweitrangig“ (F.A.Z.).
Viele Kritiker verglichen Absurdistan mit den Werken des bosnienstämmigen Filmregisseurs Emir Kusturica. Gemäß Teichmann ist Helmers Film harmloser, für Hippen fiel der Vergleich für ihn unvorteilhaft aus, denn „während der serbische Filmemacher sich mit vollen Händen bei der reichen Volksmythologie des Balkans bedienen kann, ist ‚Absurdistan‘ dann doch ein Designer-Märchen.“ Bei der Mischung von deutschem Humor und einer Kusturica-Burleske, so Rodek, stoße „seine Integrationsfähigkeit an ihre Grenzen.“ Michael Kohler, Frankfurter Rundschau glaubte, dass er „das Drehbuch aus den vom Tisch der Filmgeschichte gefallenen Brosamen zusammengekleistert“ habe. Das Burleske sei unangenehm, die bei Kusturica entliehenen Märchenelemente peinvoll, die Lysistrata-Umsetzung platt und die Liebeslegenden „beknackt“.

## Auszeichnungen
Der Film erhielt einen Spezialpreis beim Bayerischen Filmpreis 2008 und war beim Sundance-Festival für den großen Preis der Jury nominiert. 2008 gewann der Film den Deutschen Filmpreis in der Kategorie Bestes Szenenbild.

## Kritikenspiegel
Positiv
- epd Film Nr. 3/2008, S. 50–51, von Michael Ranze: Absurdistan
- Der Spiegel, 17. März 2008, S. 143, nicht gezeichnete Kurzkritik: Absurdistan

Eher positiv
- Der Tagesspiegel, 22. März 2008, S. 22, von Katja Reimann: Wenn Brunnen versiegen
- Die Welt, 20. März 2008, S. 29, von Hanns-Georg Rodek: Sprachlos in „Absurdistan“

Gemischt
- film-dienst Nr. 6/2008, S. 48–49, von Julia Teichmann: Absurdistan

Eher negativ
- taz, 20. März 2008, S. 23, von Wilfried Hippen: Ohne Wasser kein Sex

Negativ
- Frankfurter Allgemeine Zeitung, 22. März 2008, S. 37, Kurzkritik von „hjr.“: Starker Tobak
- Frankfurter Rundschau, 20. März 2008, S. 42, von Michael Kohler: Regen bringt Segen